# Hydrogensiřičitan draselný
Hydrogensiřičitan draselný je anorganická mikrokrystalická sůl o vzorci KHSO3. Používá se při kvašení alkoholických nápojů jako desinficiens. Toto potravinářské aditivum je označováno jako E 228.
Připravuje se zaváděním oxidu siřičitého do roztoku uhličitanu draselného, dokud se nepřestane uvolňovat oxid uhličitý. Roztok je potom zahuštěn a hydrogensiřičitan draselný se nechá vykrystalizovat.
K2CO3 + 2 SO2 + H2O → 2 KHSO3 + CO2
nebo zaváděním oxidu siřičitého do roztoku hydroxidu draselného nebo do roztoku siřičitanu draselného:
{\displaystyle {\mathsf {KOH+SO_{2}\ {\xrightarrow {}}\ KHSO_{3}}}}
{\displaystyle {\mathsf {K_{2}SO_{3}+SO_{2}+H_{2}O\ {\xrightarrow {}}\ 2KHSO_{3}}}}

## Vlastnosti
Stejně jako ostatní hydrogensiřičitany v kyselém prostředí a/nebo za zvýšené teploty uvolňuje oxid siřičitý, který má bělící a desinfekční účinky a zároveň vdechován způsobuje dušnost, provokuje astmatické záchvaty. V kontaktu s chlorovým bělidlem (chlornan sodný) uvolňuje nebezpečné výpary (kombinace chloru, oxidu siřičitého a dalších kyselých a dráždivých sloučenin), nebezpečné zejména pro astmatiky, ale jedovaté i pro ostatní. Tyto výpary se uvolňují v neočekávaně velkém množství.

## Podobné sloučeniny
- Hydrogensiřičitan sodný
- Siřičitan draselný